# Alfonso Cañaveral
Alfonso Cañaveral Pérez (1855-1932) fue un pintor español.

## Biografía
Realizó cuadros alegóricos y decorativos, además de bocetos de historia, si bien cultivó según José Cascales todos los géneros. Nació en Sevilla en febrero de 1855, hijo de José Cañaveral y Josefa Pérez. Hermano del también pintor José Cañaveral, Alfonso estudió la carrera de Filosofía y Letras, que empezó en la Universidad de Sevilla, licenciándose, por último, en la de Madrid. Hasta los veintitrés años de edad no habría comenzado a recibir su educación artística. Empezó asistiendo a la Escuela oficial de Sevilla, en la que solo permaneció un curso, durante el cual fue discípulo de Eduardo Cano. Sus principales estudios pictóricos los hizo en la antigua Academia Libre de Bellas Artes, de la que fue socio fundador.
Más adelante marchó a Madrid, donde asistió a clases de la Escuela Superior de Pintura y visitó con asiduidad los salones del Museo del Prado. Participó en la capital en tres certámenes consecutivos, celebrados uno por el Círculo de Bellas Artes y los otros dos por la Sociedad de Escritores y Artistas. En el primero presentó un cuadro de costumbres, que fue muy elogiado, y en la Sociedad de Escritores y Artistas dos lienzos más, cuyos títulos eran La tarde en la aldea, inspirado en Galicia, y La pavera, que representa a una campesina, apacentadora de pavos, tendida sobre el suelo al pleno mediodía. Ambos fueron premiados y vendidos al momento: La tarde en la aldea, con destino a una colección británica, y La pavera para el palacio de la infanta Paz.
Volvió a Sevilla, donde ejecutó una serie de cuadros de costumbres. Más adelante partió a Roma, donde permaneció dos años. Allí pintó cinco cuadros que se expusieron en la Exposición celebrada por la Sociedad Económica de Amigos del País. Eran Un ochavito para la Cruz de Mayo, El triste camino, Salas infirmorum, Bella Giornatta y La sorpresa. De Roma pasó a Londres, donde pintó bajo contrato para el banquero Clerk, y por último, volvió a Sevilla en la que se estableció definitivamente. Entre los cuadros que realizó en esta etapa sevillana figuraron Rosa mística, encargado por el cardenal Zeferino González y Estrella matutina, regalado a Carolina Benjumea y José Ochoa. También fue autor de Petenera y La batalla de flores. Falleció en 1932.